# Позиционная борьба

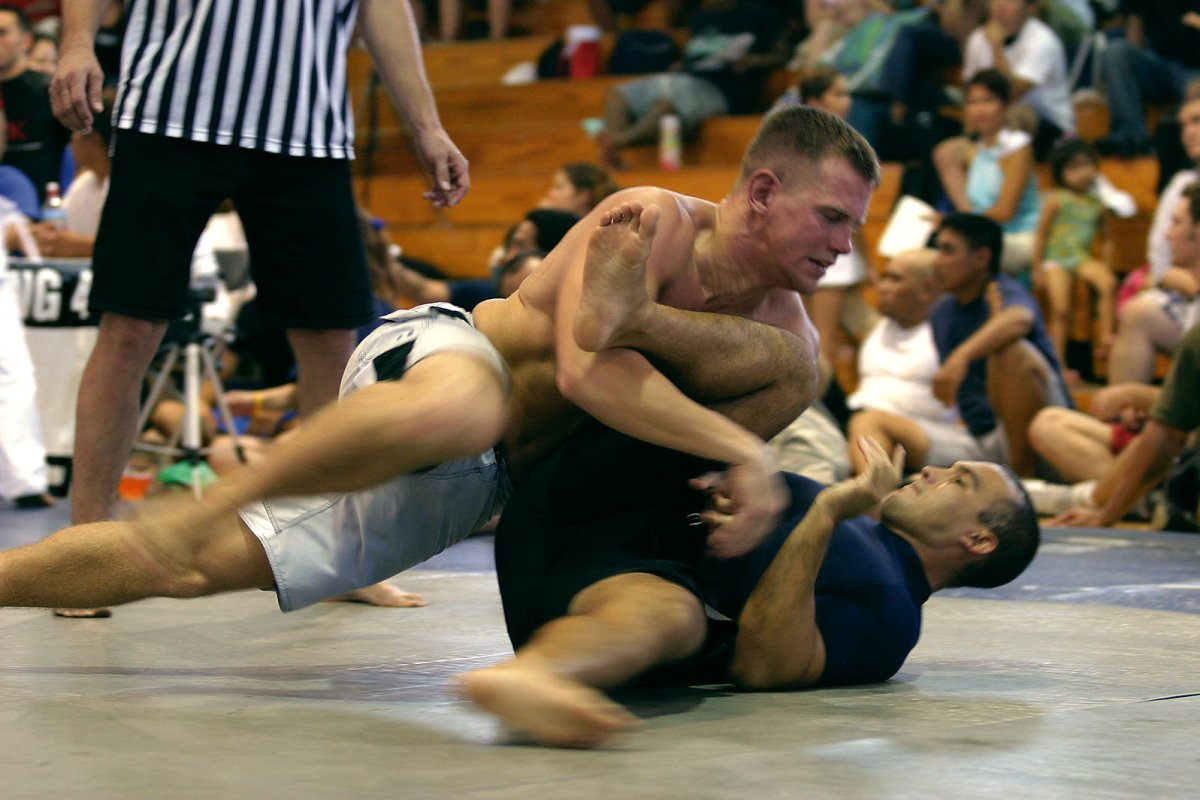
Борьба в партере

Позиционная борьба — это основа борьбы на земле (в партере), которая заключается в том, чтобы обрести и сохранить доминирующее положение на земле, так как подобное положение является наиболее подходящим для развития собственной атаки и сведения атакующих действий противника к нулю. Доминирующими позициями в основном являются те позиции, в которых борец находится сверху или сзади со спины. В таких положениях борец может использовать тяжесть собственного веса и большой арсенал действий для достижения победы: он может безнаказанно бить противника, а также может использовать удушающий или болевой приём. Исключение составляет позиция гарда, которая является также атакующей позицией, но в этом положении атака борца производится из положения «под противником».
Позиционная борьба используется различными единоборствами, такими как боевое самбо, бразильское джиу-джитсу, грэпплинг, дзю-дзюцу и др. Также навыки позиционной борьбы являются полезными для ММА.
Существует некоторая иерархия доминирующих позиций, которая выглядит следующим образом:
1. Гард — самая невыгодная позиция при атаке и самая выгодная при защите
2. Полугард
3. «Север-Юг»
4. Сайд контроль
5. «Колено-на-животе»
6. «Распятие»
7. Маунт
8. Бэк маунт — самая выгодная позиция при атаке и самая невыгодная при защите.

## Гард
Гард (guard) — защитная позиция, при которой борец лежит на спине и ногами обхватывает туловище соперника. Несмотря на своё название (guard (англ.) — охрана, защита), это положение примечательно своими атакующими возможностями: наибольший спектр приемов возможен из данного положения, поэтому многие борцы считают выгодным находиться именно в этой позиции. На соревнованиях по борьбе основной задачей борца лежащего на спине является проведение приема, либо переворота (свипа), в то же время борцу, находящемуся сверху, необходимо перейти в лучшую позицию, совершить так называемый «проход гарда». Однако, вне соревнований, данная позиция плохо защищает от ударов противника сверху, хотя опытный борец, находясь в гарде, может лишить противника возможности наносить сколько-нибудь мощные удары.
Переход из положения стоя в позицию гарда называется «прыжок в гард».
Существуют различные типы гарда, с их собственными преимуществами и недостатками.

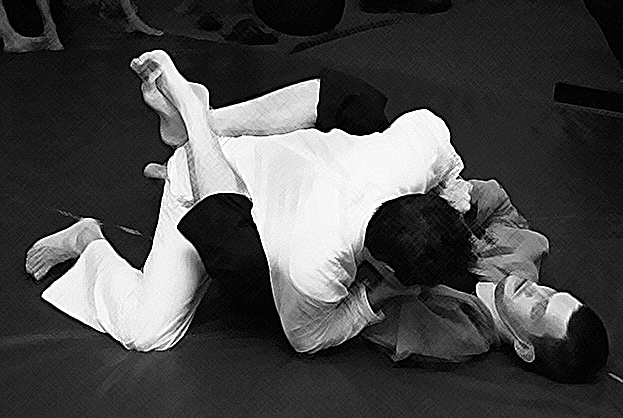
Закрытый гард

### Закрытый гард

Открытый гард

Закрытый гард (closed guard) также именуется «полным гардом» (full guard). Закрытый гард — это наиболее популярный тип гарда. В этой позиции ноги борца сцеплены за спиной соперника, лишая его манёвренности. Противник должен раскрыть обхватившие его ноги и пройти гард, чтобы улучшить своё положение. В то же время борец снизу может переходить от закрытого гарда к открытому, увеличивая собственную манёвренность, хотя при этом и увеличивается риск прохода гарда противником.

### Открытый гард
Открытый гард (open guard) обычно используется для проведения болевых и удушающих приёмов. Ноги могут использоваться для подготовки приёма и его дальнейшего проведения, либо для совершения переворота (свипа). Таким образом, открытый гард — это временная позиция, так как она позволяет противнику быстрее её пройти.
Открытый гард — это наиболее общий термин, охватывающий большое количество различных вариаций гарда, где для борьбы используются не скрещенные друг с другом ноги.

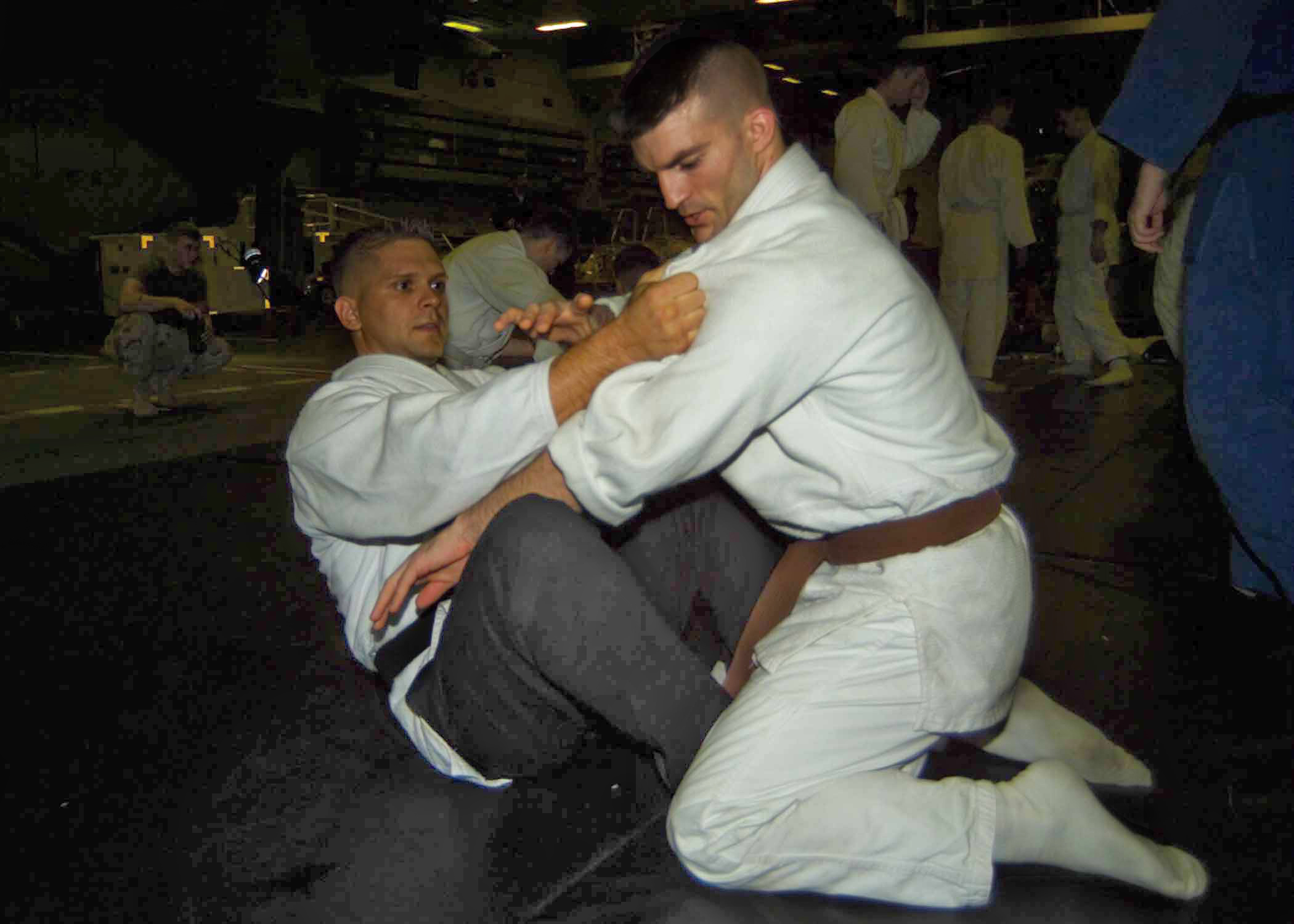
Гард «Бабочка»

#### Гард Бабочка
В позиции гарда «Бабочка» (butterfly guard) голени борца, лежащего на спине, упираются во внутреннюю часть бёдер противника между его ног. Данная позиция, с помощью рук и ног, даёт контроль над всем телом противника. Однако, этот тип гарда используется временно, так как проход такого гарда для соперника не составляет больших трудностей по сравнению с закрытым гардом. Особенность гарда «Бабочка» заключается в том, что в данной позиции, с помощью силы рук и ног, можно вывести противника из равновесия и совершить большое количество различных переворотов, что особенно полезно для ухода от ударов.

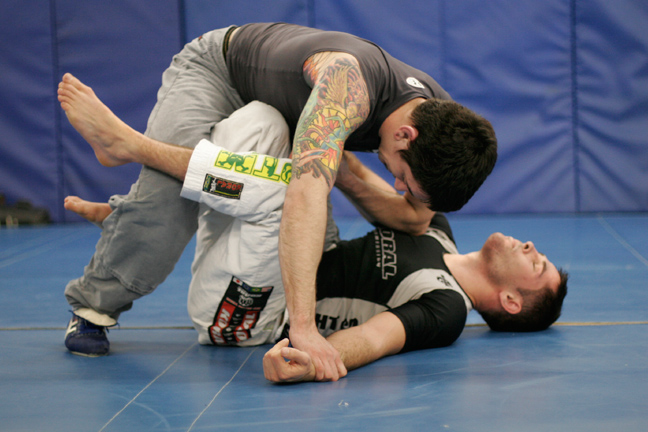
Икс-гард

#### Икс-гард
Икс-гард (x-guard) — это особый вид открытого гарда, где один борец находится в положении стоя, а другой лежит на спине. Борец снизу обхватывает своими ногами одну ногу противника (положение ног напоминает латинскую букву «X»), что помогает совершать сильные и резкие перевороты (свипы). Икс-гард часто используется в комбинации с гардом «Бабочкой» и полугардом. В борцовском соревновании эта позиция выгодна для борца лежащего на спине, но в рукопашной схватке противник сверху может использовать удары. Поэтому лишь квалифицированное владение икс-гардом сможет воспрепятствовать попыткам ударить ногой и поможет совершить переворот (свип). Икс-гард был популяризирован Марсело Гарсией.

Один из видов спайдер гарда

#### Спайдер гард

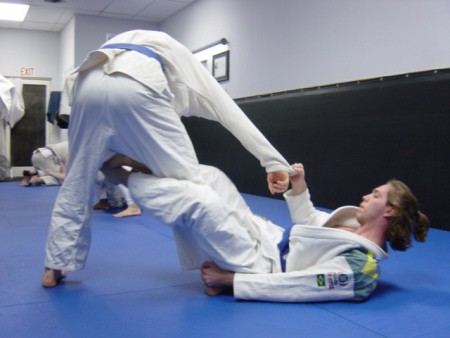
Гард Де ля Ривы

'Спайдер «паук»' гард (spider guard) включает в себя множество позиций в которых борец, лежащий на спине, держит руки противника, а также использует подошвы стоп для их упора в бицепс, бедро, бок или комбинацию различных упоров для контроля противника. Является наиболее эффективным при наличии у противника кэйкоги. Спайдер гард используется для проведения переворотов (свипов), а также для подготовки болевого или удушающего приёма.

#### Гард Де ля Ривы
Гард Де ля Ривы (De la Riva guard) был популяризирован в бразильском джиу-джитсу чёрным поясом Рикарду де ля Рива Годедом, который успешно применял его на соревнованиях. В данном гарде нога стоящего борца обхватывается лежащим сбоку борцом, при этом борец снизу одной рукой держит ногу стоящего борца, а другой держит его за рукав. Из подобного гарда можно выполнить множество переворотов, различных приёмов и чаще всего он используется в комбинации со спайдер гардом.

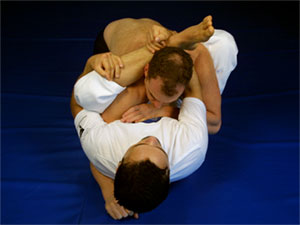
Раббер гард

#### Раббер гард
Раббер «резиновый»  гард (rubber guard) используется для того, чтобы прижать борца сверху к лежащему, лишая его манёвренности. Впервые этот гард был использован Нино Скембри для подготовки приёма, но затем он был популяризован Эдди Браво, как система, способствующая проведению переворотов, различных приёмов, а также защите от ударов. Схватив собственную ногу и прижав к себе противника, борец может использовать другую свободную руку для проведения переворота, какого-либо приёма, либо для удара по голове противника.

Гард «50-50»

#### Гард 50-50
Гард «50-50» был изобретён мастером бразильского джиу-джитсу Роберту Горду Коррэа. В этой позиции борцы обхватывают ногу друг друга своими ногами, создавая фигуру, похожую на треугольник и при этом они освобождают руки для выполнения переворотов, либо других приёмов. Данный гард часто критикуется за то, что схватка может не иметь продолжения оттого, что борец сверху не может пройти гард, а борец снизу — совершить переворот.

## Полугард
Полугард или халф гард (half guard) — позиция при которой один борец лежит на другом, который, в свою очередь, обхватывает одну из ног противника своими ногами. Следовательно, один из борцов оказывается в полугарде, а другой в полумаунте. Это положение является промежуточным и, обычно, борцы стараются перейти из него, в зависимости от положения сверху или снизу, в гард или маунт (сайд-маунт). Так борец сверху будет стараться вытащить захваченную ногу, чтобы перейти в лучшую позицию, а борец снизу будет пытаться захватить и вторую ногу противника и тем самым перейти в гард. Оба борца могут проводить приёмы из данного положения, но сильные удары может наносить только борец сверху, особенно локтем.
Наиболее распространенный уход из данной позиции — переворот или переход в положение гарда.

## Север-юг
Позиция «Север-юг» является положением, в котором борец сверху лежит на борце снизу «валетом», то есть головы борцов упираются в живот друг другу. Из данной позиции верхний борец может успешно применять удары коленом, различные приёмы, а также быстро менять позицию.

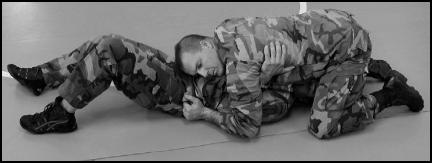
«Север-Юг»

## Сайд маунт
Сайд маунт (side mount) или «удержание сбоку» — одна из доминирующих позиций, которую некоторые борцы предпочитают даже больше нежели маунт. Заключается в нахождении борца на груди противника перпендикулярно к нему и с полностью свободными ногами. Данная позиция характерна своей устойчивостью, а также возможностью удерживать противника, проводить болевые и удушающие приёмы. Для ударов руками данная позиция не слишком удобна, но хороша для ударов коленями в голову.

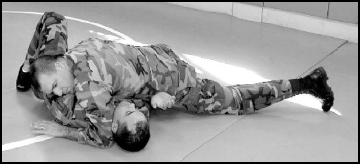
Позиция на груди

Также из позиции сайд-маунт легко перейти в позиции «колено-на-животе» и маунт.

### Позиция на груди
Позиция, при которой борец удерживает противника, лёжа грудью на его груди и удерживая ближайшей рукой его голову. 

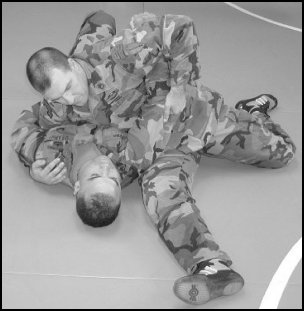
Позиция на боку

Данное положение характеризуется большим количеством удушающих приёмов, которые из него можно выполнить.

### Позиция на боку
Положение, при котором борец удерживает соперника лёжа боком на его груди лицом к лицу и одной рукой контролирует его голову и ближнюю руку (Кэса-Гатамэ (袈裟固) в дзюдо) или контролирует одну дальнюю руку (Кудзурэ-Кэса-Гатамэ (崩袈裟固) в дзюдо). Также могут использоваться различные варианты позиций лицом к ногам, с различными захватами и т. п.
Наиболее распространённый уход из позиции сайд маунта — переворот или переход в положение гарда или полугарда.

## Колено-на-животе

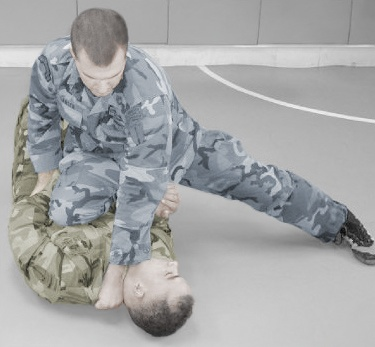
Колено-на-животе

Позиция «колено-на-животе» (knee-on-stomach, knee-on-belly) тоже имеет ряд преимуществ: несмотря на то, что она не совсем стабильна — её легче занять, а также позиция «колено-на-животе» позволяет наносить удары и проводить приёмы с тем же успехом, что и в позиции маунт. Особенно полезна манёвренность данного положения — можно из позиции колено-на-животе перейти в маунт и обратно, а ещё, что особенно важно, из этой позиции легко вернуться в положение стоя.
Для правильного занятия данного положения, борцу находящемуся поперёк противника (в положении сайд маунт), необходимо привстать и поставить ближайшее к противнику колено ему на живот, а другую ногу отставить для опоры и сохранения равновесия. Руками можно схватить противника за пояс или за ворот или, если на нем нет кэйкоги, упереть руки в грудь или шею противника.
Наиболее распространённый уход из данной позиции — поворот к противнику (ни в коем случае не от него, поскольку открывается незащищённая спина) и подъём на колени.

## Распятие

Удушающий приём из позиции «Распятие»

Положение «Распятие» (crucifix position) — это позиция, при которой борец находится за спиной противника, перпендикулярно к нему и контролирует его руки. Одна из рук удерживается с помощью ног, другая с помощью свободной руки, создавая положение по фигуре напоминающее распятие. Помимо стандартного арсенала приёмов и ударов, данная позиция очень удобна для нанесения ударов локтем по голове, а также, если противник носит кэйкоги, для удушения его с помощью отворотов.
Особенно полезна возможность из данной позиции быстро перейти в позицию бэк маунт или маунт.
Наиболее распространённый уход из данной позиции — освобождение руки и поворот борца лицом к лицу противника.

## Маунт

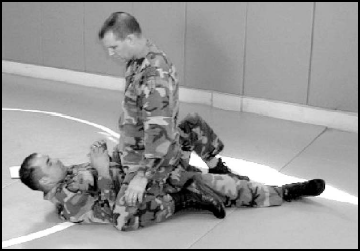
Маунт

Маунт (mount) — также одна из самых предпочтительных позиций (на соревнованиях по бразильскому джиу-джитсу за позицию маунт дают равное количество очков с позицией бэк маунт). В данном положении соперник не может провести сильный удар или какой-либо приём, в то время как борцу находящемуся в позиции маунт доступен огромный спектр действий, таких как удержание, удушающий и болевой приём, удар.
Существует два способа верного занятия положения маунт:
- Во-первых, это положение, при котором борец сидит на груди противника, опираясь коленями в пол — данное положение является не слишком устойчивым, но, зато, оно позволяет провести наибольшее количество приёмов;
- Во-вторых, это положение при котором борец лежит на груди соперника, обвив его ноги своими — данное положение является очень устойчивым, так как ноги соперника являются обездвиженными, но, в то же время, арсенал приёмов в подобном положении значительно меньше.

Маунт может выполняться как лицом к лицу противника, так и лицом к ногам.
Важно знать, что любые приёмы из положения, когда на груди борца находится его соперник, провести очень сложно и единственно верное действие — освобождение из невыгодной позиции.
Наиболее распространённый уход из данной позиции — уход через мост.

## Бэк маунт

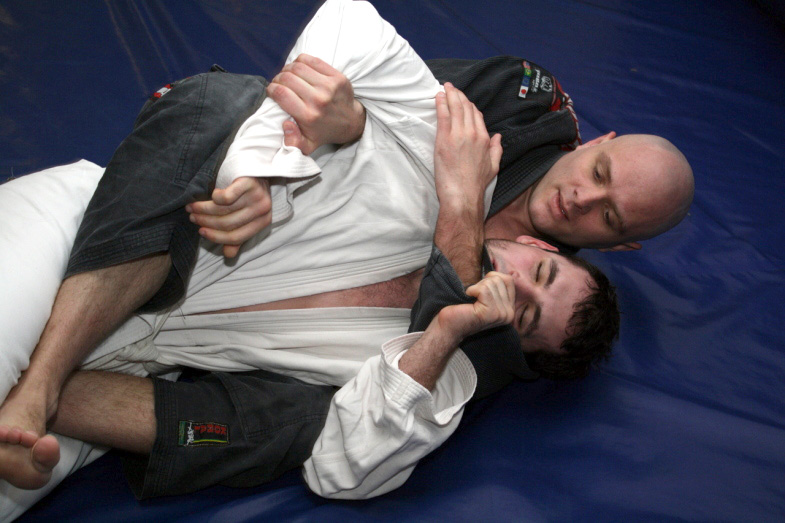
Бэк маунт

Бэк маунт (back mount), или «удержание со спины», — наиболее выгодная позиция для борца, которая даёт ему огромное преимущество. В таком положении соперник не может провести ни удар, ни какой-либо приём, в то время как борцу, находящемуся за его спиной, все эти действия доступны. Для правильного занятия положения бэк маунт борцу необходимо оказаться за спиной соперника и оплести его ноги своими (хотя возможны другие варианты бэк маунта), используя их как «крюки», которые должны обездвижить ноги противника. Важно не скрещивать ноги, так как единственно возможный приём, который может выполнить борец, на спине которого находится его соперник, — это болевой приём на скрещенные ноги. Любые другие приёмы из положения, когда на спине борца находится его соперник, невозможны, и единственно правильное действие — освобождение из невыгодной позиции.
Наиболее распространённый уход из данной позиции — поворот борца лицом к лицу противника.

## Черепаха
Черепаха (turtle guard) — положение среднего партера, когда борец стоит на четвереньках, центр тяжести максимально приближен к опорной поверхности, локти касаются колен, ладони прикрывают шею и голову. Черепаха предоставляет защиту от атаки на спину из стойки. 
Распространённая атака борца против соперника находящегося в «черепашке» (особенно если не успел как следует закрыться) это сесть на него, и просунув свои стопы под его бёдра пытаться провести удушающий приём сверху, растягивая соперника. В ММА и боевом самбо могут наносить удары в голову или корпус, удерживая находящегося в  «черепашке» одной рукой за его корпус.
Один из распространённых способов уйти из «черепашки» в позиционной борьбе и ММА — это выполнить кувырок вперёд.